# Sugiez
Sugiez est une localité suisse de la commune de Mont-Vully situé au bord du lac de Morat, au pied sud du Mont Vully dans le canton de Fribourg.

## Histoire
Située au bord du Grand-Marais, la localité de Sugiez comprend deux stations néolithiques et un site du Bronze, six ponts et trois ports de batellerie romains. La "Tour de la Broye" du milieu du XIIIe siècle était probablement destinée à la surveillance du trafic naval. En 1162, Helias de Glâne fait don de vignes à l'abbaye d'Hauterive. Jusqu'en 1484, Sugiez dépend de la seigneurie de Morat. La localité fait partie du bailliage commun de Berne et Fribourg jusqu'en 1798 et du district de Morat de 1798 à 1848. Elle est rattachée à la paroisse de Môtier, réformée en 1530. La partie orientale du village s'est développée dès 1882. La ligne ferroviaire Morat-Anet passe par Sugiez depuis 1903. Les établissements de Bellechasse sont installés en 1898 sur le territoire de la localité fribourgeoise. Sugiez est active dans la viticulture et les cultures maraîchères.
En 2016, l'ancienne commune de Bas-Vully dont faisait partie Sugiez a fusionné avec Haut-Vully pour former la commune de Mont-Vully.